# Charlie Lea
Charles William Lea (né le 25 décembre 1956 à Orléans en France ; mort le 11 novembre 2011 à Collierville, Tennessee, États-Unis) est un ancien lanceur droitier américain au baseball ayant joué dans les Ligues majeures de 1980 à 1988.
Il a passé six de ses sept saisons avec les Expos de Montréal, réussissant en 1981 un match sans point ni coup sûr.

## Carrière
Charlie Lea est né en France (né le 25 décembre 1956 à Orléans) car son père, militaire, était basé dans l'Hexagone.
Charlie Lea fait ses débuts dans les majeures le 12 juin 1980 avec les Expos de Montréal. Il remporte 7 victoires contre 5 défaites lors de cette première année.
En 1981, malgré un dossier victoires-défaites de 5-4 en 16 parties, il se distingue en lançant un match sans point ni coup sûr le 10 mai contre les Giants de San Francisco à Montréal. Lea montrait une moyenne de points mérités de 7,36 en 1981 avant cet exploit.
Il connaît ses meilleures saisons en 1983 et 1984 avec des fiches de 16-11 et 15-10. En 1984, il participe pour l'unique fois de sa carrière au match des étoiles et est le lanceur gagnant pour l'équipe d'étoiles de la Ligue nationale. Il ne peut lancer au cours des saisons 1985 et 1986 en raison de blessures, puis revient avec les Expos en 1987.
Il se retire après la saison 1988, passée chez les Twins du Minnesota.
Au cours d'une carrière de sept saisons, Charlie Lea a pris part à 152 matchs dans les majeures, dont 144 départs. Sa fiche est de 62 victoires et 48 défaites avec une moyenne de points mérités de 3,54. Il a retiré 535 frappeurs sur des prises en 923 manches et un tiers lancées. 
Lea meurt le 11 novembre 2011 à Collierville, Tennessee, États-Unis à l'âge de 54 ans.